# Aconitum kaimaense
Aconitum kaimaense är en ranunkelväxtart som beskrevs av Homiki Uyeki och Sakata. Aconitum kaimaense ingår i släktet stormhattar, och familjen ranunkelväxter. Inga underarter finns listade i Catalogue of Life.